# Crotalaria balansae
Crotalaria balansae är en ärtväxtart som beskrevs av Marc Micheli. Crotalaria balansae ingår i släktet sunnhampor, och familjen ärtväxter. Inga underarter finns listade i Catalogue of Life.